# Видиковац Стари Градац
Видиковац Стари Градац се налази на Фрушкој гори, изнад каменолома Стари Раковац.
Видиковац се налази на 440 м.н.в., на северним падинама планине, одакле се пружа поглед ка Дунаву и западним деловима Новог Сада. Видиковац се налази на планинарској трансверзали.